# هنري سيلفر
هنري سيلفر (بالإنجليزية: Henry Silver)‏ هو طبيب أمريكي، ولد في 1918 في فيلادلفيا في الولايات المتحدة، وتوفي في 1991 في دنفر في الولايات المتحدة.